# Lijst van afleveringen van Hinterland
Dit is een lijst met afleveringen van de televisieserie Hinterland. De serie wordt oorspronkelijk in het Verenigd Koninkrijk uitgezonden door BBC Four. Elke aflevering werd in het Verenigd Koninkrijk in twee delen uitgezonden van elk 45 minuten. 

## Seizoen 1 (2013)
| Nr. | Aflevering | Titel                          | Regisseur   | Schrijver(s)                   | Originele uitzenddatum |  |
| --- | ---------- | ------------------------------ | ----------- | ------------------------------ | ---------------------- |  |
| 1   | 1          | Devil's Bridge - deel 1        | Marc Evans  | David Joss Buckley & Ed Thomas | 29 oktober 2013        |  |
| 2   | 2          | Devil's Bridge - deel 2        | Marc Evans  | David Joss Buckley & Ed Thomas | 31 oktober 2013        |  |
| 3   | 3          | Night Music - deel 1           | Gareth Bryn | Ed Talfan                      | 5 november 2013        |  |
| 4   | 4          | Night Music - deel 2           | Gareth Bryn | Ed Talfan                      | 7 november 2013        |  |
| 5   | 5          | Penwyllt - deel 1              | Rhys Powys  | David Joss Buckley & Ed Thomas | 12 november 2013       |  |
| 6   | 6          | Penwyllt - deel 2              | Rhys Powys  | David Joss Buckley & Ed Thomas | 14 november 2013       |  |
| 7   | 7          | The Girl in the Water - deel 1 | Ed Thomas   | Jeff Murphy                    | 19 november 2013       |  |
| 8   | 8          | The Girl in the Water - deel 2 | Ed Thomas   | Jeff Murphy                    | 21 november 2013       |  |

## Seizoen 2 (2015)
| Nr. | Aflevering | Titel                               | Regisseur    | Schrijver(s) | Originele uitzenddatum |  |
| --- | ---------- | ----------------------------------- | ------------ | ------------ | ---------------------- |  |
| 9   | 1          | In the Dead of Night                | Ed Thomas    | Jeff Murphy  | 1 januari 2015         |  |
| 10  | 2          | Ceredigion - deel 1                 | Gareth Bryn  | Debbie Moon  | 13 september 2015      |  |
| 11  | 3          | Ceredigion - deel 2                 | Gareth Bryn  | Debbie Moon  | 20 september 2015      |  |
| 12  | 4          | The Tale of Nant Gwrtheyrn - deel 1 | Julian Jones | Eoin McNamee | 27 september 2015      |  |
| 13  | 5          | The Tale of Nant Gwrtheyrn - deel 2 | Julian Jones | Eoin McNamee | 4 oktober 2015         |  |
| 14  | 6          | Dark River - deel 1                 | Ed Thomas    | Sue Everett  | 11 oktober 2015        |  |
| 15  | 7          | Dark River - deel 2                 | Ed Thomas    | Sue Everett  | 18 oktober 2015        |  |
| 16  | 8          | The Sound of Souls - deel 1         | Ed Thomas    | Ed Talfan    | 25 oktober 2015        |  |
| 17  | 9          | The Sound of Souls - deel 2         | Ed Thomas    | Ed Talfan    | 1 november 2015        |  |

## Seizoen 3 (2016)
| Nr. | Aflevering | Titel                   | Regisseur   | Schrijver(s) | Originele uitzenddatum |  |
| --- | ---------- | ----------------------- | ----------- | ------------ | ---------------------- |  |
| 18  | 1          | Aflevering 3.1 - deel 1 | Gareth Bryn | Debbie Moon  | 30 oktober 2016        |  |
| 19  | 2          | Aflevering 3.1 - deel 2 | Gareth Bryn | Debbie Moon  | 6 november 2016        |  |
| 20  | 3          | Aflevering 3.2 - deel 1 | Ed Thomas   | Cynan Jones  | 13 november 2016       |  |
| 21  | 4          | Aflevering 3.2 - deel 2 | Ed Thomas   | Cynan Jones  | 20 november 2016       |  |
| 22  | 5          | Aflevering 3.3 - deel 1 | Gareth Bryn | Jeff Murphy  | 27 november 2016       |  |
| 23  | 6          | Aflevering 3.3 - deel 2 | Gareth Bryn | Jeff Murphy  | 4 december 2016        |  |
| 24  | 7          | Aflevering 3.4 - deel 1 | Ed Thomas   | Mark Andrew  | 11 december 2016       |  |
| 25  | 8          | Aflevering 3.4 - deel 2 | Ed Thomas   | Mark Andrew  | 18 december 2016       |  |